# Duranville
Duranville település Franciaországban, Eure megyében. Lakosainak száma 144 fő (2022. január 1.). Duranville Barville, Bournainville-Faverolles, Drucourt, Folleville, Fontaine-la-Louvet és Malouy községekkel határos.

## Népesség
A település népességének változása:
| Lakosok száma | 162  | 185  | 171  | 167  | 157  | 153  | 153  | 151  | 150  | 144  |
|               | 1968 | 1982 | 1990 | 2006 | 2013 | 2015 | 2017 | 2019 | 2020 | 2022 |